# Omar Elvir
Omar Josué Elvir Casco (Tegucigalpa, M. D. C., Francisco Morazán, 28 de septiembre de 1989) es un futbolista hondureño. Juega de lateral o volante izquierdo y su actual equipo es el Olancho F. C. de la Liga Nacional de Honduras.

## Trayectoria

### Motagua
En 2009 llegó a las filas del Motagua. Realizó su debut oficial el sábado 11 de septiembre de 2010, en un partido que Motagua empató a dos goles con el Club Deportivo Vida en La Ceiba. En el Clausura 2011 conquistó su primer título como futbolista profesional, y lo hizo nada más que ante el acérrimo rival de Motagua; el Olimpia.
El 28 de julio de 2011 debutó en la Concacaf Liga Campeones en un partido en el cual Motagua se impuso por 4 a 0 ante el Municipal de Guatemala en el Estadio Tiburcio Carías Andino de Tegucigalpa. Su primer gol con la camiseta azul profundo llegaría el 17 de marzo de 2013, durante un juego entre Motagua y Vida que finalizó con un favorable 3 a 0 para el Ciclón. Elvir abrió el marcador a los doce minutos del juego.

## Estadísticas

### Clubes
Actualizado al último partido jugado el 30 de abril de 2022.
| Equipo | Div.                | Temporada           | Liga     | Liga  | Copa Nacional(1) | Copa Nacional(1) | Copa Internacional(2) | Copa Internacional(2) | Total    | Total |
| Equipo | Div.                | Temporada           | Partidos | Goles | Partidos         | Goles            | Partidos              | Goles                 | Partidos | Goles |
| Motagua Honduras | 1.ª                 | 2010/11             | 26       | 0     | -                | -                | -                     | -                     | 26       | 0     |
| Motagua Honduras | 1.ª                 | 2011/12             | 20       | 0     | -                | -                | 2                     | 0                     | 22       | 0     |
| Motagua Honduras | 1.ª                 | 2012/13             | 27       | 1     | -                | -                | -                     | -                     | 27       | 1     |
| Motagua Honduras | 1.ª                 | 2013/14             | 8        | 1     | -                | -                | -                     | -                     | 8        | 1     |
| Motagua Honduras | 1.ª                 | 2014/15             | 41       | 2     | 6                | 1                | -                     | -                     | 47       | 3     |
| Motagua Honduras | 1.ª                 | 2015/16             | 36       | 2     | 3                | 0                | 3                     | 0                     | 42       | 2     |
| Motagua Honduras | 1.ª                 | 2016/17             | 40       | 2     | 0                | 0                | -                     | -                     | 40       | 2     |
| Motagua Honduras | 1.ª                 | 2017/18             | 22       | 2     | -                | -                | 1                     | 0                     | 23       | 2     |
| Motagua Honduras | 1.ª                 | 2018/19             | 35       | 0     | 1                | 0                | 4                     | 0                     | 40       | 0     |
| Motagua Honduras | 1.ª                 | 2019/20             | 22       | 0     | -                | -                | 7                     | 0                     | 29       | 0     |
| Motagua Honduras | 1.ª                 | 2020/21             | 29       | 2     | -                | -                | 4                     | 0                     | 33       | 2     |
| Motagua Honduras | 1.ª                 | 2021/22             | 28       | 0     | -                | -                | 9                     | 0                     | 37       | 0     |
| Motagua Honduras | Total               | Total               | 335      | 10    | 10               | 1                | 30                    | 0                     | 375      | 13    |
| Total en su carrera | Total en su carrera | Total en su carrera | 335      | 12    | 10               | 1                | 30                    | 0                     | 375      | 13    |
| (1) Incluye datos de la Copa de Honduras (2015-18) y Supercopa de Honduras (2017). (2) Incluye datos de la Liga de Campeones de la Concacaf (2011-22) y Liga Concacaf (2018-21). |                     |                     |          |       |                  |                  |                       |                       |          |       |

## Palmarés

### Campeonatos nacionales
| Título                | Club    | País     | Año  |
| --------------------- | ------- | -------- | ---- |
| Torneo Clausura       | Motagua | Honduras | 2011 |
| Torneo Apertura       | Motagua | Honduras | 2014 |
| Torneo Apertura       | Motagua | Honduras | 2016 |
| Torneo Clausura       | Motagua | Honduras | 2017 |
| Supercopa de Honduras | Motagua | Honduras | 2017 |
| Torneo Apertura       | Motagua | Honduras | 2018 |
| Torneo Clausura       | Motagua | Honduras | 2019 |
| Torneo Clausura       | Motagua | Honduras | 2022 |